# 防疫給水部
防疫給水部（ぼうえききゅうすいぶ）とは大日本帝国陸軍に置かれた、疫病対策を目的とした医務、ならびに浄水を代表するライフライン確保を目的とした部隊である。自然に存在する病原体に対しての防疫活動のほか、生物兵器に対する防護としての防疫も任務であった。また、軍直属部隊として常設されたものは、陸軍軍医学校と共同で生物兵器や化学兵器の研究開発機関としての役割も担っていたとされる。

## 組織
防疫給水部は、各軍直属部隊や各師団隷下部隊として編成された。師団の平時編制には含まれておらず、戦時にのみ臨時に動員された。第14師団のように、師団防疫給水部が復帰解隊され、師団野戦病院の防疫給水班に縮小された例もある。独立部隊の野戦防疫給水部という編制もあり、軍直轄などとして運用された。
軍直属部隊として編成された例としては、以下のようなものがある。
- 関東軍防疫給水部（通称号：満洲第659部隊、所在地：平房） - 関東軍直属
  - 防疫給水部本部（通称号：満州第731部隊）- 石井四郎が創設し、「石井部隊」とも通称された。
- 北支那防疫給水部（通称号：甲第1855部隊（英語版）、所在地：北京） - 北支那方面軍直属
- 中支那防疫給水部（通称号：栄第1644部隊（英語版）、所在地：南京） - 中支那方面軍直属
- 南支那防疫給水部（通称号：波第8604部隊（英語版）、所在地：広州） - 南支那方面軍直属
- 南方軍防疫給水部（通称号：岡第9420部隊（英語版）、所在地：シンガポール） - 南方軍直属

それぞれ、水質の分析や薬品の取り扱いなど専門的な作業を担当する軍医・衛生兵と、水の輸送など一般的な業務を行う普通の兵科の将兵から成っていた。また、関東軍防疫給水部本部のような研究部門を持つ場合、研究員となる多数の民間医師などが軍属として加わっていた。

## 装備
飲用水を浄化殺菌するための濾過機や、浄化した水を前線の各部隊へ給水するための輸送車両などを装備していた。濾過機としては、石井四郎が開発した石井式濾水機が主力のひとつとして使用された。

## その他
- BS1スペシャル「感染症に斃れた日本軍兵士 マラリア知られざる日米の攻防」（2021年8月21日、NHK-BS1）[1]